# إفجيج

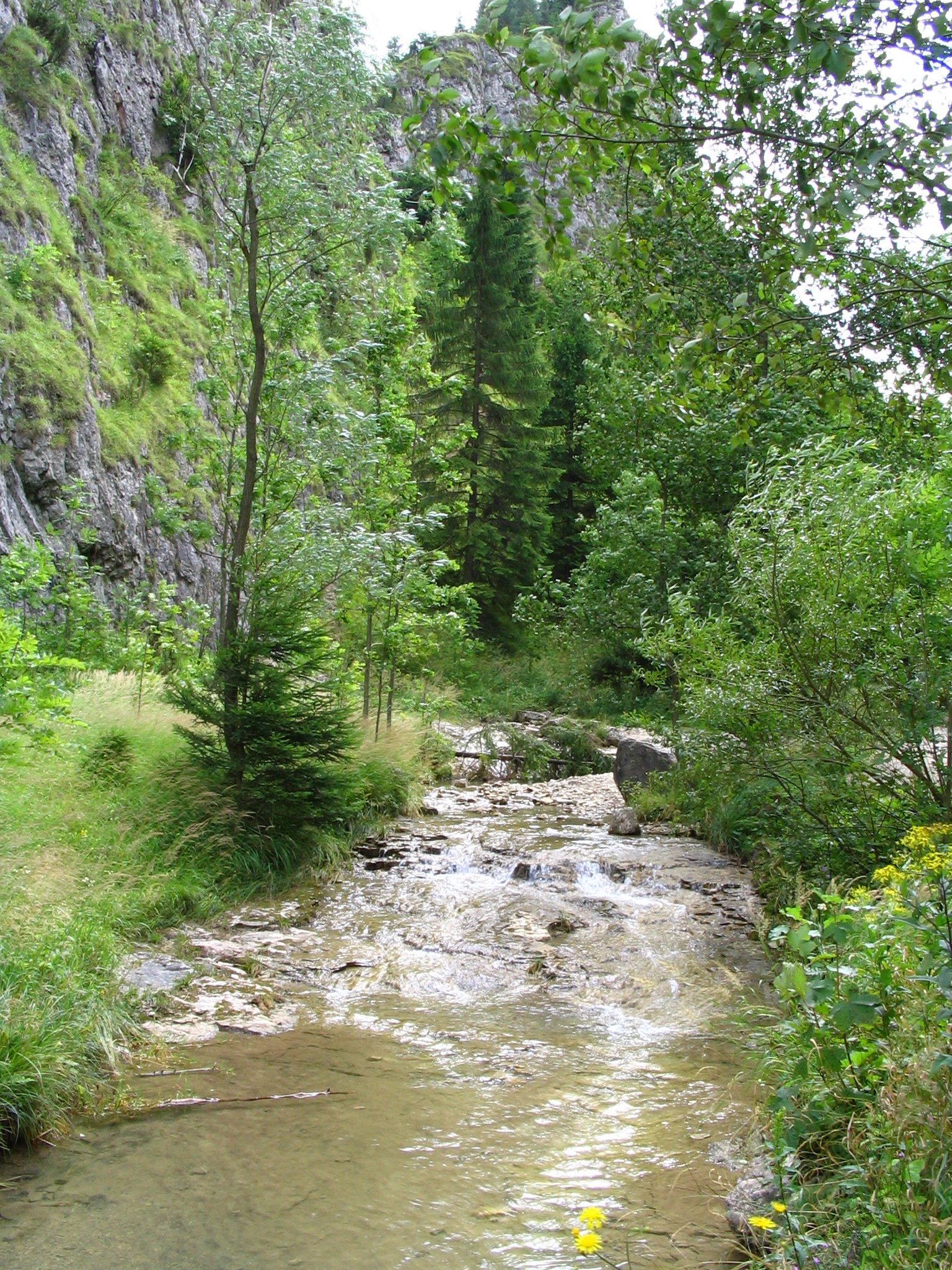
إفجيج Homole في (Pieniny) ببولندا

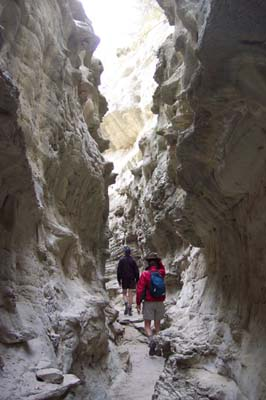
داخل إفجيج في (Upper Missouri River Breaks National Monument) بمونتانا، الولايات المتحدة الأمريكية.

الإفجِيج (بالإنجليزية: Ravine)‏ وادٍ ضيق عميق، وهو مجتمع عدة شعاب ومن مجموعة الأفاجيج يتكون الوادي الرئيسيّ للنهر، وتعتبر الأفاجيج أكبر حجماً من المدافع وأصغر من الأودية.